# Ágnes Vanilla
Frenyó Ágnes, művésznevén: Ágnes Vanilla, Áldó Ágnes vagy csak Ágnes (1977. október 8. –) magyar énekesnő.
Már az óvodai énekkarban énekelt; 11 éves kora óta verseket ír, 15 éves kora óta zenéket szerez és dalokat ír. Később furulyázni, zongorázni tanult, majd kórusban lett szólista. Kézműipari iskolába járt, ahol szobrászkodott, de megbetegedett a keze, így ezt abba kellett hagynia. 16 évesen alakította meg első zenekarát, a Message-et. Ausztriában és Németországban is sikereket értek el, de 1998-tól szólókarrierbe kezdett.
Saját maga írja, hangszereli dalait és rendezi videóklipjeit. Első szólólemeze, az Örök nyár 1999-ben jelent meg, és aranylemez lett, 4 slágerlistás dal, 3 videóklip, köztük a Bármerre jársz, amely a zenetévé slágerlistáján több mint 8 hónapig benne volt a top 20-ban. 2000-ben Most jó című dala volt a legjátszottabb dal a hazai rádiókban. A második, 2001-ben megjelent albumáról a Déjà Vuről 4 dal került a listák élére. 2005-ben József Attila-emléklemezt jelentetett meg és turnézott. 2005 novemberében megjelent Havasi Piano című albuma, melyen szerepel egy közös szerzemény, a „Runaway”, a szerzőpáros Ágnes és Havasi előadásában. 2006 decemberében kiadta az Ígéret című dal filmklipjét, és a dalhoz tartozó, online elérhető maxi CD-t, mely előfutára volt következő albumának. Egészségi állapota egy korábbi tunéziai tartózkodása alkalmával elkapott trópusi betegség következményeként súlyosra fordult 2007-re, így az új album kiadása 2008-ra tolódott. 2008. június 15-én tért vissza közönsége elé; a két és fél órás Ágnes-nagykoncertre már az esemény előtt egy hónappal elkelt minden jegy. 2008. június 16-án két lemez jelent meg egyszerre, a „Titkaid” című EP és a „Férfiszóval” című album. 2008. október 6-án jelent meg újabb nagylemeze „A gömb” címmel.

## Szólólemezek
| Megjelenés éve | Album címe                                                                       | Legmagasabb helyezés                   | Minősítés |
| Megjelenés éve | Album címe                                                                       | MAHASZ Top 40 album- és válogatáslemez | Minősítés |
| -------------- | -------------------------------------------------------------------------------- | -------------------------------------- | --------- |
| 1999           | Örök nyár                                                                        | 33                                     |           |
| 2001           | Déjà Vu                                                                          | 30                                     |           |
| 2005           | József Attila – József Attila születésének századik évfordulójára                | –                                      |           |
| 2008           | Férfiszóval – József Attila születésének századik évfordulójára – második kiadás | 17                                     |           |
| 2008           | A gömb                                                                           | 6                                      |           |
| 2011           | A lélek aljából – Radnóti száz plusz egy (2 CD)                                  | 26                                     |           |

## Kislemezek
- Örök Nyár (1999)
- Most jó (1999)
- Ragyog a szívem (2000)
- Bármerre jársz (2000)
- Fehér Karácsony (promo) (2000)
- Kinek mondjam el? (2001)
- Valaki más (Ugyanaz a szív) (2002)
- Déjà Vu (promo) (2002)
- Csak egy éjszaka volt (2004)
- Csak egy éjszaka volt (promo) (2004)
- Ígéret (digitális kislemez) (2006)
- Titkaid (2008)
- Áhítat (promo) (2011)

## Külső hivatkozások
- Hivatalos weblap